# СКР-1
СКР-1, при закладке ПЛК-1, с 1978 года ОС-332 — сторожевой корабль проекта 159 Черноморского флота (по классификации НАТО — Petya-I class frigate), позднее опытовое судно. Головной корабль проекта.

## Служба

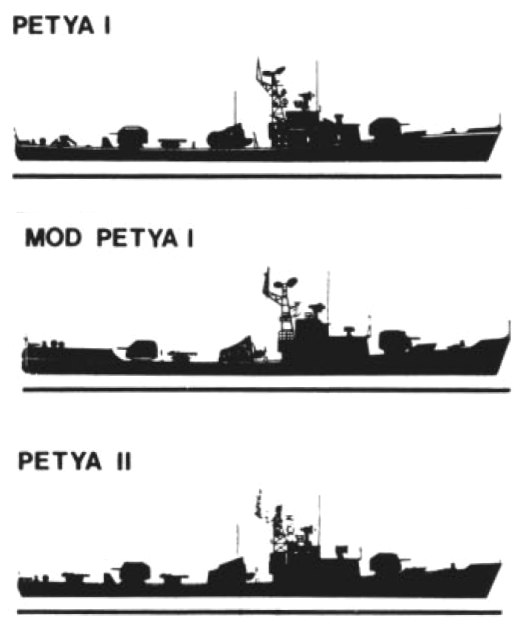
Таблица распознавания НАТО, 1987

Противолодочный корабль «ПЛК-1» головной корабль проекта 159 был зачислен в списки кораблей ВМФ 26.01.1957 года. Был заложен на стапеле ССЗ № 340 в Зеленодольске 31.08.1957 года. Заводской номер № 601. Спущен на воду 31.08.1959 года. Весной 1960 года был переведен по внутренним водным системам в Азовское море, а оттуда — в Чёрное море для прохождения сдаточных испытаний. Вступил в строй 30.12.1961 года.
19.01.1962 года был включен в состав Черноморского флота. Бортовые номера 895, 336, 894, 898, 871.
19.05.1966 года был переклассифицирован в сторожевой корабль и получил наименование «СКР-1». На нём проводились испытания ракетного комплекса РПК-1 «Вихрь», который впоследствии поступил на вооружение противолодочных крейсеров-вертолетоносцев проекта 1123 «Москва» и «Ленинград». На СКР-1 в 1964-1966 годах были сняты носовая установка АК-726, сняты РБУ-2500 «Смерч», установлены на баке 1х2 ПУ ПЛРК «Вихрь», на юте 2х12 РБУ-6000 «Смерч-2» (РГБ-60) – ПУСБ «Буря».
С 5.02.1974 по 29.07.1974 года проходил средний ремонт на «Севморзаводе» им. С. Орджоникидзе в Севастополе. 12.10.1977-1979 года там же был модернизирован и перестроен по опытному образцу, вместо 1х2 ПУ ПЛРК «Вихрь» был установлен торпедный аппарат.
Выведен из боевого состава 30.03.1978 года и переклассифицирован в опытовое судно (присвоен тактический номер «ОС-332»).
1 октября 1986 года был расформирован в связи со сдачей в ОФИ для разоружения, демонтажа и реализации. Исключен из списков судов ВМФ 1 февраля 1987 года и позже разделан на металл в Севастополе.

## Примечание
1. 1 2  Сторожевые корабли Проект 159 Проект 159А Проект 159АЭ. russianships.info (2024).
2. ↑  Единственный из серии
3. 1 2 3 4 5  Сторожевой корабль "СКР-1". Черноморский флот - информационный ресурс (2024).